# 三遊亭律歌
三遊亭 律歌（さんゆうてい りっか、1979年9月23日 - ）は、日本の落語家。落語協会所属。本名∶高橋 美和。出囃子は『娘七種』。千葉県出身。

## 経歴
2003年3月工学院大学工学部第2部化学応用デザイン学科卒業。社会人を経て、2006年11月三遊亭歌る多に入門。翌年6月、前座となる。前座名は「歌る美」。
2011年11月、二ツ目昇進「美るく」と改名。
2022年3月下席より蝶花楼桃花、柳家風柳、林家はな平と共に真打昇進、「律歌」に改名。

## 芸歴
- 2006年11月 - 三遊亭歌る多に入門。
- 2007年6月 - 前座となる、前座名「歌る美」。
- 2011年11月 - 二ツ目昇進、「美るく」と改名。
- 2022年3月 - 真打昇進、「律歌」と改名[2]。

## 出囃子
1. スーダラ節（2011年 - 2022年）
2. 娘七種（2022年 - ）

## 活動
- 所属団体や流派の垣根を超えた女流落語家ユニット「落語ガールズ」に所属している。
- 落語協会サーフィン部部員。部長は古今亭圓菊、他の部員に春風亭一左、林家きく姫がいる。
- 浅草演芸ホール8月中席で毎年行われる住吉踊り連に所属していた。
- 古今亭志ん雀と共に「べこ吉の会」→「りっしん出世の会」という二人会を開いている。
- 2011年から毎月千葉市内にて「月イチ落語会」を開催。当初、蘇我コミュニティセンターでおこなっていたが現在は千葉市生涯学習センター内の小ホールで毎月開催している。
- 2013年から毎年小笠原諸島でを開催。（今はコロナで開催休止中）
- 2018年「返還50周年記念寄席」三遊亭歌武蔵、三笑亭可風、林家楽一らと落語会開催
- 2023年から「旅する律歌」出前落語ツアー開始。郷土の千葉県白子町を皮切りに全国落語ファンのための文字通り「出前」ツアーとなる。
- 2023年 千葉県白子町凱旋公演「三遊亭律歌 真打昇進披露落語会」を柳亭市馬、立花家橘之助、三遊亭歌奴らと開催。
- 2023年から好評の月イチ落語会を栃木県小山市でも毎月開催。

## メディア出演
- フジテレビ「ザ・ノンフィクション」
- 日テレ「笑点」
- BS日テレ「BS笑点」
- MXTV「5時に夢中」
- 千葉テレビ放送「浅草お茶の間寄席」
- CBCラジオ「歌武蔵の週刊らじちゃんこ」
- 自身の公式YouTubeチャンネル「RICCA　CHANNEL」でも活動を発信。

## 人物
- 学生時代よりテニス、スノーボードを趣味としている。
- 愛車は250ccのヤマハ・マグザム。
- 2023年10月 初代千葉県白子町観光大使に就任。
- 2023年10月 2023年度 工学院大学女性躍進賞 受賞。